# Mitraceras pulchra
Mitraceras pulchra is een hooiwagen uit de familie Samoidae.